# هولوکاست در روسیه

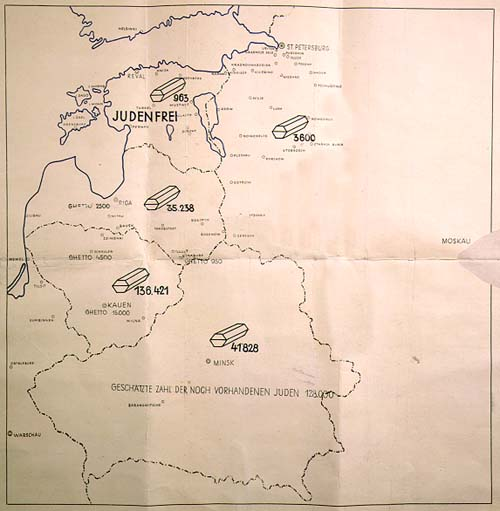
نقشه‌ای با عنوان «اعدام یهودیان اجرا شده توسط آینزاتس‌گروپن A». شمار یهودیان کشته شده در روسیه شوروی با عدد ۳۶۰۰ مشخص شده‌است. در پایین نقشه تخمین یهودیان باقی‌مانده ۱۲۸٬۰۰۰ تن ذکر شده‌است.

هولوکاست در روسیه به جنایت‌های جنگی نازی‌ها در هنگام اشغال جمهوری فدراتیو سوسیالیستی روسیه شوروی گفته می‌شود.

## پیش‌زمینه
با آنکه تاریخ معاصر یهودیان در روسیه با پستی و بلندی‌های زیادی روبرو شده‌است، از پیمان مولوتوف–ریبنتروپ گرفته تا صهیونیسم‌ستیزی، اتحاد جماهیر شوروی سوسیالیستی اقدام به اعطای «برابری برای همه شهروندان صرف نظر از پایگاه اجتماعی، جنس، نژاد، مذهب و ملیت» کرد. سال‌های پیش از هولوکاست، دوره ای از تغییر سریع برای یهودیان اتحاد جماهیر شوروی بود، و آن‌ها توانسند فقر وحشتناک قلمروی اسکان را پشت سر بگذارند. ۴۰ درصد از جمعیت پیشین قلمروی اسکان عازم شهرهای بزرگ شوروی شدند. تأکید بر آموزش و حرکت از اشتتل‌های حومه شهرها به شهرهای تازه صنعتی شده باعث شد بسیاری از یهودیان شوروی از پیشرفت‌های کلی در دوران ژوزف استالین برخوردار شوند و به یکی از تحصیل‌کرده‌ترین گروه‌های جمعیتی تبدیل شوند. به دلیل سیاست استالینیستی مبنی بر افزایش جمعیت شهرنشین شوروی، مهاجرت ناخواسته جان تعداد بی شماری از یهودیان شوروی را نجات داد، چرا که اگرچه آلمان نازی توانست تمام قلمروی اسکان را اشغال کند، اما فرسنگ‌ها از مناطق پرجمعیت شهری همچون مسکو و لنینگراد دور بود.

## جنگ جهانی دوم
در ۲۲ ژوئن ۱۹۴۱، آدولف هیتلر به‌طور ناگهانی پیمان عدم تجاوز را شکست و به اتحاد شوروی حمله کرد. سرزمین‌های شوروی اشغال شده تا اوایل سال ۱۹۴۲، از جمله بلاروس، استونی، لتونی، لیتوانی، اوکراین، مولداوی و بیشتر خاک روسیه در غرب خط لنینگراد-مسکو-روستوف، دارای حدود چهار میلیون یهودی بودند، که شامل صدها هزار یهودی فراری از لهستان در سال ۱۹۳۹ می‌شدند. علی‌رغم هرج و مرج پس از عقب‌نشینی اولیه نیروهای شوروی، تلاشهایی برای تخلیه یهودیانی که یا در صنایع نظامی شاغل بودند یا اعضای خانواده سربازان بودند، انجام شد. از ۴ میلیون یهودی، حدود یک میلیون نفر موفق به فرار به سوی شرق شدند. در این هنگام «هولوکاست با گلوله» وظیفه جوخه‌های مرگ اس‌اس با نام آینزاتس‌گروپن بود که تحت فرماندهی کلی راینهارد هایدریش قرار داشتند. این نیروها در سال ۱۹۳۹ در لهستان در مقیاس محدودی مورد استفاده قرار گرفته بودند، اما در روسیه در مقیاس بسیار بزرگتری سازماندهی شدند. بیشتر قربانیان آنها غیرنظامیان یهودی بی دفاع بودند (در عمل، حتی یک عضو آینزاتس‌گروپ نیز در طی این عملیات کشته نشد). به گفته مایکل برنباوم، آنها از مهارت‌های خود برای تبدیل شدن به قاتلانی کارآمد استفاده کردند. با این حال، در اواخر سال ۱۹۴۱، آینزاتس‌گروپن تنها ۱۵ درصد از یهودیان را در سرزمین‌های اشغالی شوروی کشته بود و آشکار بود که نمی‌شد از آن برای کشتن تمام یهودیان اروپا استفاده کرد. حتی پیش از حمله به اتحاد جماهیر شوروی، آزمایش‌هایی برای کشتن یهودیان در وانت‌های گاز انجام شده بود و هنگامی که مشخص شد این روش نیز برای کشتن در ابعاد بالا خیلی کند عمل می‌کند، روش‌های کشتار دیگری آزمایش شدند.
نسل‌کشی نازی‌های یهودیان توسط آینزاتس‌گروپن و ورماخت با همراهی همدستان محلی منجر به نابودی تقریبی کامل یهودیان در کل قلمرو موقتاً اشغال شده توسط آلمان و نیروهای محور در خاک شوروی شد. در طول جنگ جهانی دوم، لئون پولیاکوف اقدام به راه‌اندازی مرکز ثبت اسناد معاصر یهودی (۱۹۴۳) کرد و پس از جنگ، به ادگار فور در یاری‌رسانی به روند دادگاه نورنبرگ کمک کرد.